# آکادمی خون‌آشام‌ها (فیلم)
آکادمی خون‌آشام‌ها (به انگلیسی: Vampire Academy) فیلمی است محصول سال ۲۰۱۴ و به کارگردانی مارک واترز است. در این فیلم بازیگرانی همچون زوئی دویچ، لوسی فرای، دانیلا کوزالوسکی، گابریل بیرن، دومینیک شروود، اولگا کوریلنکو، سارا هایلند، کامرون مانهن، سمی گیل، جولی ریچاردسون، کلر فوی، دومنیک تیپر و نیک جیلارد ایفای نقش کرده‌اند.